# Dorcadion pavesii
Dorcadion pavesii là một loài bọ cánh cứng trong họ Cerambycidae.